# Beni (cantora)
Beni Daniels (Okinawa, 30 de março de 1986) é uma cantora e compositora japonesa, que iniciou sua carreira muscal, em 2004, ao assinar contrato com a gravadora Avex Trax e entrar para o grupo Bishōjo Club 31, mais tarde iniciou carreira solo sob o pseudônimo de Beni Arashiro (安良城 紅, Arashiro Beni) e seu primeiro trabalho lançado foi o single "Harmony". Sob contrato da Avex lançou três álbuns: Beni, Girl 2 Lady e Gem.
Em 2008, Beni deixa a Avex Trax e transfere-se para Universal Music Japan com o nome de Beni (estilizado como BENI). Na Universal obteve mais sucesso, seu primeiro álbum lançado pela gravadora, Bitter & Sweet, vendeu mais de 100 mil cópias. Além desse lançou outros três discos sem alcançar o mesmo sucesso, foram eles: Lovebox, Jewel e Fortune.

## Vida e carreira

### Início da carreira
Beni nasceu em Okinawa e mudou-se para Califórnia e em seguida para Yokohama.  Seu pai é estadunidense descendente de indígenas e sua mãe japonesa. Entre suas influências musicais estão Namie Amuro, Alicia Keys, Madonna, Michael Jackson e a cantora favorita de seu pai, Janet Jackson.  Ela se formou na escola Nile C. Kinnick High School na Base naval de Yokosuka, Japão. E após sair do colégio começou estudar ciência política, mas acabou por se graduar em sociologia na Universidade Sofia.
Quando jovem não desejava ser cantora, mas sempre gostou de música quando tinha entre cinco e seis anos aprendeu a tocar piano. Na mesma época começou a dançar e só começou a cantar no coro da escola primária. Por conta das frequentes viagens de seus pais entre Japão e Estados Unidos ela esteve em contato as músicas de ambos os países e aprendeu as duas línguas. Quando morava no Japão, participou do Japan Bishōjo Contest, um dos maiores concursos de talento do país, onde chegou até as finais. Em 2004, quando sua fita demo foi vista pela Avex Trax eles ficaram tão impressionados com sua voz clara, sua beleza natural e sua pronúncia do inglês que decidiram contratá-la para a gravadora e prepará-la para uma estreia. Ela se tornou membro do grupo feminino Bishōjo Club 31 e logo tornou-se a primeira do grupo a seguir carreira solo. Seu primeiro single em sua carreira solo foi "Harmony", lançado em 9 de junho de 2004, que serviu como tema musical para a novela japonesa Reikan Bus Guide Jikenbo.

### 2004-2005: Aumento da popularidade e primeiro álbum
Seu segundo single "Infinite...", lançado em 20 de outubro, revelou um lado diferente de Beni. A música teve um tom mais R&B e Beni demonstrou suas habilidades de dança no videoclipe. A música também serviu de tema de abertura para o programa Count Down TV da TBS em outubro de 2004.
"Here Alone", seu terceiro single, lançado em 25 de novembro, foi usado como tema de encerramento para a popular novela japonesa Kurokawa no Techo. Poucos meses depois, um álbum chamado Beni e um single chamado "Miracle" foram lançados em 9 de fevereiro de 2005. Após o lançamento de seu álbum, ela ganhou na categoria "Artista Revelação do Ano" a 19ª edição do prêmio Japan Gold Disc Award.

### 2005-2006: Queda nas vendas eGirl 2 Lady
Por causa de sua popularidade, ela assinou um contrato para promover a nova linha de maquiagem da Kose e também se tornou garota propaganda da confeitaria Glico. Seu novo single foi promovido com o nome "Hikari no dake Kazu Glamorous" e ele incluía uma versão cover da música "Call Me, Beep Me!" de Christina Milian, que é tema de abertura da série animada da Disney, Kim Possible.
Quase seis meses depois, seu sexto single "Cherish" foi lançado. A canção "Cherish" serviu de tema musical para o programa da NTV, Ongaku Senshi Music Figther e foi tema de um comercial de trem da Nagoya Railroad. A música "Goal" também inclusa no single foi usada como o terceiro tema de encerramento para o anime Eyeshield 21. Dois meses depois, em 22 de fevereiro de 2006, seu segundo álbum chamado Girl 2 Lady foi lançado. O álbum foi promovido pelo segundo comercial da Kose com a canção "FLASH" que foi lançada digitalmente e que no álbum foi lançada sob o título "FLASH FLASH". Pouco depois do lançamento, ela participou da versão japonesa do musical The Beautiful Game dirigido por Andrew Lloyd Webber.

### 2006-2008:Gem, primeira turnê e primeiro álbum de compilação
Por causa da sua participação no musical, ela permaneceu bastante tempo sem lançar novos CDs. Com o fim do musical, ela se tornou garota propaganda da linha de roupas de Cecil McBee. Ela também foi a apresentadora do programa de moda da NHK, Tokyo Kawaii TV, onde discute as últimas tendências da moda no Japão. Neste período tornou-se garota propaganda da Orion Beer. Seu sétimo single intitulado "How Are U?" foi lançado em 20 de setembro, sendo este seu primeiro single a não entra no top 200 da Oricon. "Luna" seu oitavo single, lançado em 28 de fevereiro de 2007, serviu de tema musical para a série japonesa Warui Yatsura. Em 25 de abril de 2007, lançou seu terceiro álbum de estúdio intitulado Gem.
Pouco tempo depois do lançamento de seu álbum, ela saiu em sua primeira turnê. Após a turnê, foi anunciado de que ela seria a protagonista de um filme chamado Bra Bra Ban Ban, baseado no mangá homônimo, que seria lançado a nível nacional. Em 5 de março de 2008, lançou seu primeiro álbum de compilação, Chapter One: Complete Collection, com suas melhores músicas e com músicas novas que incluíam "Southern Star" tema dos comerciais da Orion Beer e "BIG BANG" tema do 62º Koshien Bowl, um torneio de futebol americano colegial. Também foi lançada uma versão especial que inclui um DVD que contém os vídeos de música e performances de sua primeira turnê.

### 2008-2011: De Beni Arashiro a Beni
Em junho de 2008, ela e o rapper japonês Dohzi-T lançaram a música "Mō Ichi do...", que vendeu mais de dois milhões de downloads de ringtones. Em novembro, foi anunciado que ela participaria do álbum STARS do DJ Makai, na música "STAR IN MY SKY". Em outubro de 2008, foi anunciado que ela deixaria a gravadora Avex Trax e iria para a Universal Music Japan, onde escreveria suas próprias canções. Ao mesmo tempo, ela mudou seu nome artístico para Beni e suspendeu sua carreira de atriz. Seu primeiro single pela Universal "Mō Nido to...", foi sua música resposta para "Mō Ichi do...". O download digital para a música começou dia 12 de novembro e estreou em 1º lugar no ranking diário de ringtones da RecoChoku. O videoclipe oficial da música começou a ser transmitido dia 28 de novembro no YouTube e foi classificado em 1º lugar no ranking do YouTube na categoria vídeo de música favorito no Japão em sua primeira semana. O CD em si só foi lançado em 10 de dezembro de 2008 e a melhor colocação que conseguiu na Oricon foi o 20º lugar.
Em outra parceria com Makai, dessa vez para o álbum LEGEND, ela criou uma versão cover da música "Finally" de CeCe Peniston. Seu novo single, "Kiss Kiss Kiss", foi lançado em 8 de abril de 2009 e usado no comercial da linha de sabonete Body Deli da Kao Biore. Apesar do fato dele ter atingido somente a 40ª colocação no ranking da Oricon, a canção atingiu o 1º lugar nas vendas semanais de downloads da RIAJ Digital Track Chart. Seu single "Koi Kogarete" foi lançado dia 10 de junho e apresenta a canção tema para a marca de roupas Forever 21 e foi tema de abertura do programa Ongaku Senshi Music Figther. Em 12 de agosto de 2009, foi lançado seu quarto single pela Universal, "Zutto Futari de", que inclui a música "stardust" tema do programa Go! Shiodome Jamborī e a música tema do comercial da Orion Beer, "With U".
Seu quarto álbum, Bitter & Sweet, foi lançado dia 2 de setembro de 2009. O álbum atingiu a 5ª colocação no ranking semanal da Oricon e ganhou o certificado de ouro da RIAJ pela venda de 100 mil cópias. Em 28 de dezembro, foi anunciado que o álbum havia vendido mais de 200 mil cópias. Após todo o sucesso do disco ela saiu sua nova turnê chamada de Bitter & Sweet Release Tour. Em 4 de novembro, lançou um novo single "KIRA☆KIRA☆", para comemorar o sucesso do álbum Bitter & Sweet. Em meio a tudo isso, Beni, também participou do álbum m-flo TRIBUTE ~maison de m-flo~ de M-Flo na música "L.O.T. (Love or Truth)".
"Sign", seu novo single, que sampleou a música "Haru yo, Koi" de Yumi Matsutoya, foi lançado dia 20 de janeiro de 2010 com a colaboração da popular marca MURUA. Uma semana após o lançamento de "Sign", foi anunciado um novo single chamado de "bye bye" que serviu de tema de encerramento para o programa Hey! Hey! Hey! Music Champ e foi usado em um comercial de sabonete da Kao Biore. Junto do single veio o lançamento do álbum Bitter & Sweet Release Tour Final que contém um DVD com cenas de sua turnê Bitter & Sweet Tour, ambos foram lançados dia 10 de março. Em 5 de maio, lançou um single duplo intitulado "Yurayura/Gimme Gimme", onde a canção "Gimme Gimme" serviu de tema para um comercial da Kao Biore e para o comercial de divulgação do evento G.W. Festa da loja de departamento Kintetsu Pass'e. Com o bom desempenho das canções "Yurayura" (18ª colocação) e "Gimme Gimme" (16ª) no RIAJ Digital Track Chart, anunciou seu segundo álbum pela Universal intitulado Lovebox que foi lançado em 2 de junho. O álbum se tornou rapidamente um sucesso, estreando na parada semanal da Oricon em 1º lugar.
Em 7 de julho, foi anunciado que um novo single, "Heaven's Door", seria lançado dia 11 de agosto. Junto do single venho o anúncio da sua própria linha de vestidos de casamento chamada de Rouge de BENI, cujos designs foram feitos pela própria. Em 8 de outubro, Beni começou sua nova turnê chamada de Lovebox Live Tour 2010. "2FACE", seu décimo nono single, foi lançado dia 24 de novembro. Em 8 de dezembro, lançou seu sexto álbum de estúdio intitulado Jewel. Com o fim da turnê, um álbum ao vivo intitulado Lovebox Live Tour foi lançado no dia 16 de março de 2011, junto a ele veio um DVD com cenas de sua turnê.

### 2011 - presente: Continuidade no sucesso
Após o lançamento de "Lovebox Live Tour", ela planejava sair em nova turnê para promover "Jewel", que se iniciaria entre março ou abril, contudo, com o sismo e tsunami de Tohoku de 2011, foi decidido que a turnê Jewel Concert Tour 2011 seria adiada para o fim de junho. Em 8 de junho, lançava seu novo single, "Suki Dakara", que alcançou a 46ª colocação na Oricon e a 8ª posição no ranking da RIAJ Digital Track Chart. Em 14 de setembro, foi lançado o single "Koe wo Kikasete/Crazy Girl", a música "Koe wo Kikasete" serviu de tema de abertura para o programa Happy Music, e, em menos de um mês, no dia 12 de outubro, foi lançado "Darlin'" que serviu de tema musical para a Kansai Collection. E mais rápido ainda, foi o anúncio de seu quarto álbum, Fortune, lançado em 2 de novembro, que incluía uma faixa especial, "ONLY ONE", que foi usada como tema de inserção no filme Runway Beat.
Um álbum que inclui um DVD com as cenas da turnê, Jewel Concert Tour 2011, intitulado Jewel Concert Tour e um single chamado "Eien", usado como tema de abertura da novela japonesa Honjitsu wa Taian Nari, foram lançados ambos no dia 25 de janeiro de 2012. No dia 6 de fevereiro, foi anunciado em seu site oficial que ela iria lançar seu primeiro álbum de covers no dia 21 de março, e que ele se chamaria Covers. O álbum contém diversos covers em inglês de músicas japonesas, somente de artistas do sexo masculino, e a tradução das músicas do inglês para o japonês foi feita por ela mesma. Um pouco mais de um mês depois do lançamento, o álbum já havia alcançado o 2º lugar no ranking da Oricon. Em 18 de abril, anunciou que lançaria um novo álbum intitulado MTV Unplugged, em 23 de maio de 2012.
Lançou seu segundo álbum de covers, intitulado Covers 2, em 27 de novembro de 2012. No fim daquele ano, em 19 de dezembro, lançou Fortune Tour, um CD e DVD da sua turnê homônima. No ano seguinte, lançou dois singles: "Satsuki Ame", em 24 de abril, e "Our Sky", em 26 de junho. Red, o oitavo álbum de estúdio de Beni, foi lançado em 31 de julho de 2013. Para o fim do ano, a artista anunciou o lançamento de um single intitulado "Konayuki" (粉雪), para 20 de novembro, e Covers 3, para dezembro.

## Discografia
- Beni (2005)
- Girl 2 Lady (2006)
- Gem (2007)
- Bitter & Sweet (2009)
- Lovebox (2010)
- Jewel (2010)
- Fortune (2011)
- Red (2013)
- Undress (2015)